# Луцилий Лонг
Луци́лий Лонг (лат. Lucilius Longus; умер в 23 году, Рим, Римская империя) — древнеримский политический деятель эпохи ранней Римской империи.

## Биография
Лонг происходил из незнатного и малоизвестного рода, и обязан, вероятно, своей гражданско-политической карьерой Тиберию, с которым он находился в тесной дружбе (как писал историк Корнелий Тацит, «давний товарищ всех его печалей и радостей»). Луцилий был единственным сенатором, который разделял с Тиберием его добровольное изгнание на острове Родос c 6 года до н. э. по 2 год н. э. О карьере Лонга известно только лишь то, что в 7 году он занимал должность консула-суффекта.
В 23 году Лонг скончался. Сенаторы решили устроить ему цензорские похороны за государственный счёт и установить его статую на форуме Августа.